# Soyouz 7K-LOK
Le Soyouz 7K-LOK ou  LOK (en russe Lunny Orbitalny Korabl c'est dire vaisseau orbital lunaire) est un véhicule spatial soviétique développé dans les années 1960 pour transporter deux cosmonautes jusqu'à l'orbite lunaire dans le cadre du programme lunaire habité soviétique. Plusieurs vaisseaux LOK ont été construits et testés mais le programme lunaire a été arrêté prématurément en 1974 sans qu'aucune mission l'ait utilisé. Dans le scénario de mission lunaire prévu, le  "train spatial" L3 lancé vers la Lune par la fusée géante N1 comprenait également le module lunaire LK chargé de déposer un cosmonaute sur la Lune et un étage, baptisé Bloc D, chargé d'insérer le train spatial en orbite lunaire. Le vaisseau LOK est apparenté à la famille des vaisseaux Soyouz dont il reprend en grande partie l'architecture (module orbital, module de service et module de descente), et les dimensions pour la partie habitable. Deux vaisseaux LOK ont été lancés sans équipage à des fins de test en juin 1971 et novembre 1972 mais ont été victimes dans les deux cas d'une défaillance de la fusée N1.

## Caractéristiques techniques
Le vaisseau LOK a une longueur de 10,06 mètres pour une masse de 9,85 tonnes. Il comprend les parties suivantes en allant d'une extrémité à l'autre (cf schéma) :
- le système d'amarrage "Contact" (Stikovochniy Uzel ou SU). Ce système d'amarrage très simple est utilisé par le module lunaire LK à son retour du séjour sur la Lune pour s'amarrer au vaisseau LOK. Il ne nécessite pas un alignement parfait des deux vaisseaux et ne comprend pas d'écoutille. L'occupant du module LK effectue une sortie extravéhiculaire pour réintégrer le vaisseau LOK. La partie active de ce système d'amarrage de type mâle/femelle est une sonde munie d'un amortisseur et se trouve côté LOK ;
- le module de contrôle d'attitude orbital (Dvigateliy Orbitalniy Kompleks ou DOK) est une structure en forme de cône relativement court (79 cm de long), d'une masse de 800 kg. Il comprend 24 propulseurs regroupés en 4 sous-ensembles et utilisés pour le contrôle d'attitude, ainsi que les ergols (300 kg répartis dans 6 réservoirs sphériques faisant saillie) et 4 réservoirs de gaz utilisés pour mettre le carburant sous pression ;
- le module orbital (Bitovoy Otsek BO) pressurisé dans lequel se tiennent les astronautes durant leur voyage vers la Lune et qui comprend une écoutille utilisée pour les sorties extravéhiculaires ;
- le module de descente (Spuskaeniy Apparat SA) pressurisé dans lequel se tiennent les cosmonautes au lancement et qui est la seule partie du vaisseau (et de tout le train spatial) à revenir sur Terre à la fin de la mission ;
- un compartiment de transition avec le module de service (Perekhodnoy Otsek), en forme de cône tronqué non pressurisé, contenant 4 paires de propulseurs utilisés pour réaliser des manœuvres de translation ;
- le compartiment d'équipements (Priborniy Otsek PO) pressurisé contenant l'avionique ;
- le compartiment moteur (Bloc I) contient la propulsion principale utilisée pour quitter l'orbite lunaire puis effectuer les manœuvres de correction au cours du voyage de retour ainsi que le réservoir d'ergols qui a la forme d'une sphère de 1,9 mètre de diamètre ;
- le compartiment énergie (Energo-Otsek EO) en forme de tronc de cône fait la liaison avec le carénage du module lunaire LK qui a un diamètre plus important. Ce compartiment abrite les 4 piles à combustibles (70 kg chacune) qui fournissent en énergie et en eau le vaisseau LOK ainsi que les réservoirs d'oxygène et d'hydrogène qui les alimentent (600 kg).

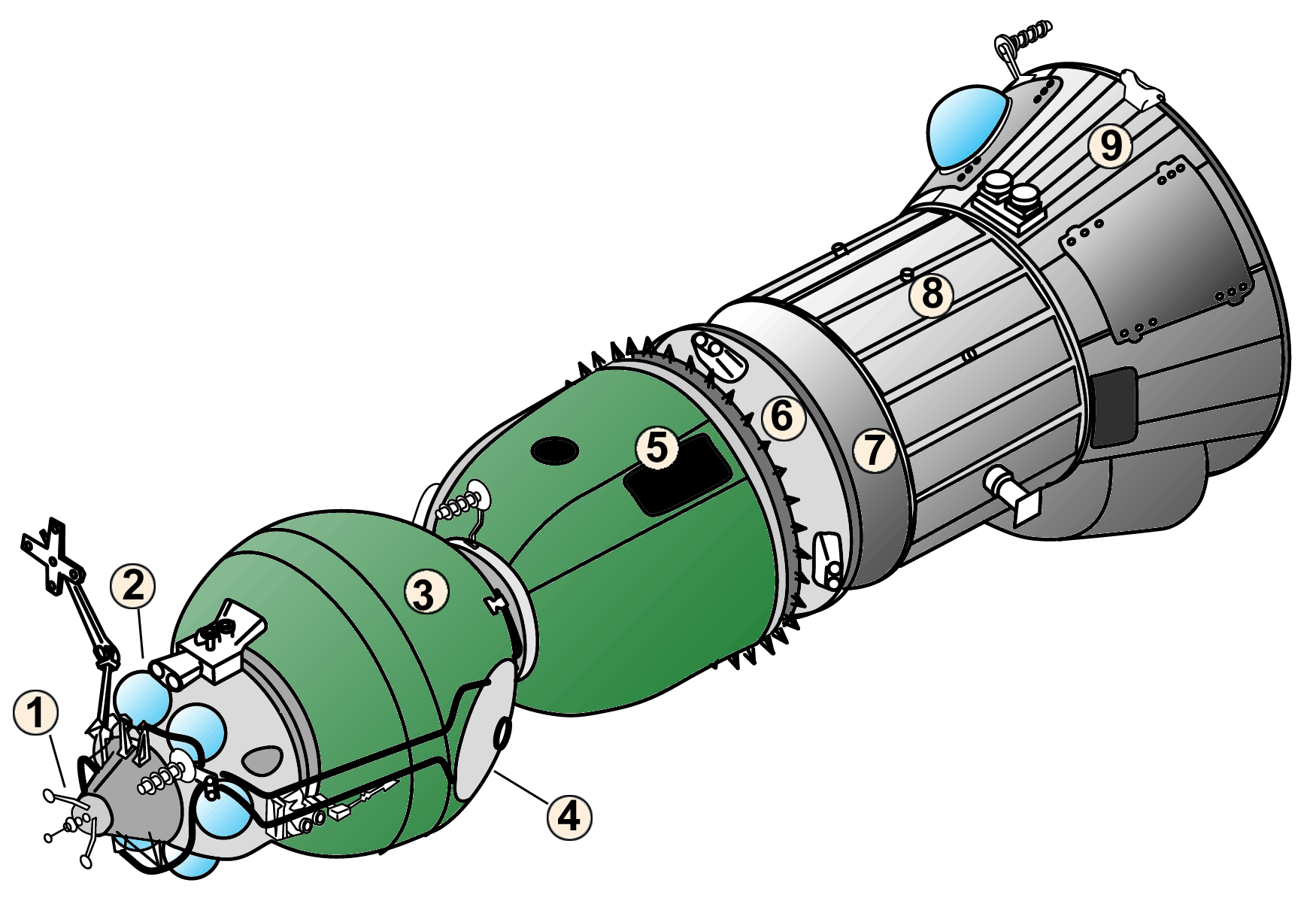
Schéma du vaisseau lunaire soviétique LOK : 1 Système d'amarrage "Contact", 2 Module de contrôle d'attitude, 3 Module orbital, 4 Écoutille, 5 Module de descente, 6 Section de liaison avec le module de service, 7 Module des équipements, 8 Module de propulsion, 9 Module énergie.

### Sources et bibliographie
- (en) Asif A. Siddiqi, Spoutnik and the soviet space challenge, University Press of Florida, 2003, 527 p. (ISBN 978-0-8130-2627-5)
- (en) Asif A. Siddiqi, The soviet space race with Apollo, University Press of Florida, 1996, 489 p. (ISBN 978-0-8130-2628-2)
- Jacques Villain, À la conquête de l'espace : de Spoutnik à l'homme sur Mars, Paris, Vuibert Ciel & Espace, 2007, 2e éd., 310 p. (ISBN 978-2-7117-2084-2)